# 1 Dywizja Bersalierów „Italia”
1 Dywizja Bersalierów „Italia” (wł. 1 Bersaglieri Divisione „Italia”) – jednostka wojskowa Sił Zbrojnych RSI podczas II wojny światowej.

## Historia
Po kapitulacji Włoch 8 września, a następnie powstaniu Włoskiej Republiki Socjalnej 15 września 1943, rozpoczęło się tworzenie jej sił zbrojnych. Niemcy zgodzili się na sformowanie czterech dywizji wojsk lądowych. 25 listopada 1943 w Heuberg w Bawarii rozpoczęło się szkolenie ok. 1,2 tys. oficerów   na czele z gen. Mario Carlonim przeznaczonych dla 4 Dywizji Bersalierów „Italia” (później numerację zmieniono na 1). Ochotnicy pochodzili z różnych jednostek b. armii włoskiej. W maju i czerwcu 1944 przybyli z Włoch pozostali rekruci. W poł. lipca gen. M. Carloni objął dowództwo 4 Dywizji Alpejskiej „Monterosa”. Nowym dowódcą 1 Dywizji Bersalierów „Italia” został gen. Guido Manardi. Liczebność dywizji osiągnęła ok. 14 tys. żołnierzy. Składała się z dwóch pułków piechoty i pułku artylerii oraz pododdziałów wsparcia i służb. Niemcy zamierzali wysłać Włochów na front zachodni. Postanowili też zredukować formowaną dywizję do stanu brygady lekkiej piechoty. Spotkało się to ze zdecydowanym sprzeciwem strony włoskiej. Na pocz. grudnia dywizja powróciła do Włoch. Skierowano ją na linię Gotów, gdzie dołączyła do 4 Dywizji Alpejskiej „Monterosa”. Wkrótce doszło do dezercji, które zapoczątkowali żołnierze II batalionu 3 Pułku Bersalierów, pochodzący w większości z południowych Włoch. Pod koniec stycznia 1945 wojska amerykańskie zaatakowały pozycje batalionu, ale wbrew przewidywaniom zostały zmuszone do odwrotu. Z powodu aktywności partyzantów nadal trwały dezercje, stając się coraz poważniejszym problemem. W lutym kolejnym dowódcą dywizji został ponownie gen. M. Carloni. W poł. marca Amerykanie w ramach ofensywy nad rzeką Serchio ponownie przeprowadzili atak na pozycje dywizji, ale bez rezultatu. W odpowiedzi Niemcy i Włosi przeprowadzili zaskakujący kontratak, który przyniósł aliantom pewne straty. 4 kwietnia wzdłuż wybrzeża tyrreńskiego rozpoczęła się nowa ofensywa aliancka, doprowadzając do przełamania pozycji niemieckich. W celu powstrzymania wojsk alianckich została sformowana Kampfgruppe „Ferrario” w składzie I Batalionu 2 Pułku Cacciatori degli Appenninini i II Grupy Artyleryjskiej 4 Pułku Artylerii 1 Dywizji Bersalierów „Italia”, Batalionu „Goffredo Mameli”, przydzielonego wcześniej do dywizji oraz Alpejskiej Grupy Artyleryjskiej „Bergamo” 4 Dywizji Alpejskiej „Monterosa”. Grupę bojową dołączono do niemieckiej 148 Dywizji Piechoty. Nie udało się jednak powstrzymać wojsk alianckich, w związku z czym 1 Dywizja Bersalierów „Italia” wycofała się na Przełęcz Cerreto. Dywizja była w tym czasie atakowana przez partyzantów.  W tej sytuacji przeprowadzono dalszy odwrót w kierunku Parmy. W rejonie Medesano nad rzeką Taro w dniach 24 - 26 kwietnia doszło do walki z wojskami brazylijskimi. Zdołano wprawdzie przebić się, ale sytuacja dywizji była tak dramatyczna, że 29 kwietnia poddała się Brazylijczykom.

## Skład organizacyjny
- dowództwo
- DVK 180 (niemiecki sztab łącznikowy)
- 7 pułk bersalierów „Italia”
  - 107 kompania przeciwpancerna
- 2 pułk Cacciatori degli Appenninini „Italia”
  - 108 kompania przeciwpancerna
- 4 pułk artylerii „Italia”
- 4 batalion rozpoznawczy
- 4 kompania przeciwpancerna
- 4 batalion saperów
- 4 górski batalion saperów
- 4 batalion łączności
- 4 batalion transportowy
- 4 kompania medyczna
- 401 kompania medyczna
- 4 kompania weterynaryjna
- 104 batalion zapasowy „Italia”
- pluton żandarmerii polowej